# Bodenseeufer (Gmk. Gaienhofen, Horn, Gundholzen)
Das Bodenseeufer (Gmk. Gaienhofen, Horn, Gundholzen) ist ein Naturschutzgebiet auf dem Gebiet der Gemeinde Gaienhofen im baden-württembergischen Landkreis Konstanz in Deutschland.
Das Schutzgebiet besteht aus zwei Teilgebieten und umfasst rund 151 Hektar (ha) der Uferzone auf der Bodenseehalbinsel Höri. 
1961 wurde es erstmals als Naturschutzgebiet ausgewiesen, damals mit einer Fläche von 221 ha. 1978 wurde das NSG durch eine Änderungsverordnung auf etwa 200 ha verkleinert. Im Rahmen der Neuausweisung des benachbarten Naturschutzgebiets Hornspitze auf der Höri im Jahr 1997 wurden etwa 39 ha diesem NSG zugeschlagen.